# Хага, Микаэль
Микаэль Хага (норв. Michael Haga; род. 10 марта 1992, Аскер, Норвегия) — норвежский хоккеист, нападающий шведского клуба «Эребру». Игрок сборной Норвегии по хоккею с шайбой.

## Биография
Микаэль Хага начал профессиональную карьеру хоккеиста в родном Аскере за клуб «Фриск Аскер». В сезоне 2008/09 состоялся дебют игрока в высшей лиге Норвегии. С 2010 по 2012 год выступал за шведский «Лулео». Позже вернулся в Норвегию, где отыграл по сезону в сарпсборгской «Спарте» и «Фриск Аскере». В 2016 году подписал контракт с клубом «Эребру». На молодёжных и юниорских турнирах защищал цвета норвежской сборной. В 2016 году впервые сыграл на чемпионате мира по хоккею с шайбой.